# Герцогство Мекленбург
Герцогство Мекленбург(нем. Herzogtum Mecklenburg,лат. Ducatus Megalopolis) — герцогство в составе Священной Римской империи, расположенное в регионе Мекленбург со столицей в Шверине. Оно существовало с 1471 по 1520 год, а также с 1695 по 1701 год.
Государство было образовано в 1471 году, когда герцог Генрих IV объединил герцогства Мекленбург-Штаргард и Мекленбург-Шверин. Государство просуществовало до 7 мая 1520 года, когда оно было разделено на герцогства Мекленбург-Гюстров и Мекленбург-Шверин. Оно было восстановлено в 1695 году с объединением Мекленбург-Гюстрова и Мекленбург-Шверина под властью Фридриха Вильгельма, в 1701 году было разделено на герцогства Мекленбург-Шверин и Мекленбург-Стрелиц.

## Правители

### Первая креация
- Генрих IV и Иоганн VI (1471—1472)
- Генрих IV (1472—1477)
- Магнус II, Альбрехт VI и Бальтазар (1477—1483)
- Магнус II и Бальтазар (1483—1503)
- Бальтазар, Эрих II, Альбрехт VII и Генрих V Мекленбургский (1503—1507)
- Эрих II, Альбрехт VII и Генрих V Мекленбургский (1508)
- Альбрехт VII и Генрих V Мекленбургский (1508—1520)

### Вторая креация
- Фридрих Вильгельм (1695—1701)